# Włodzimierz Pucek

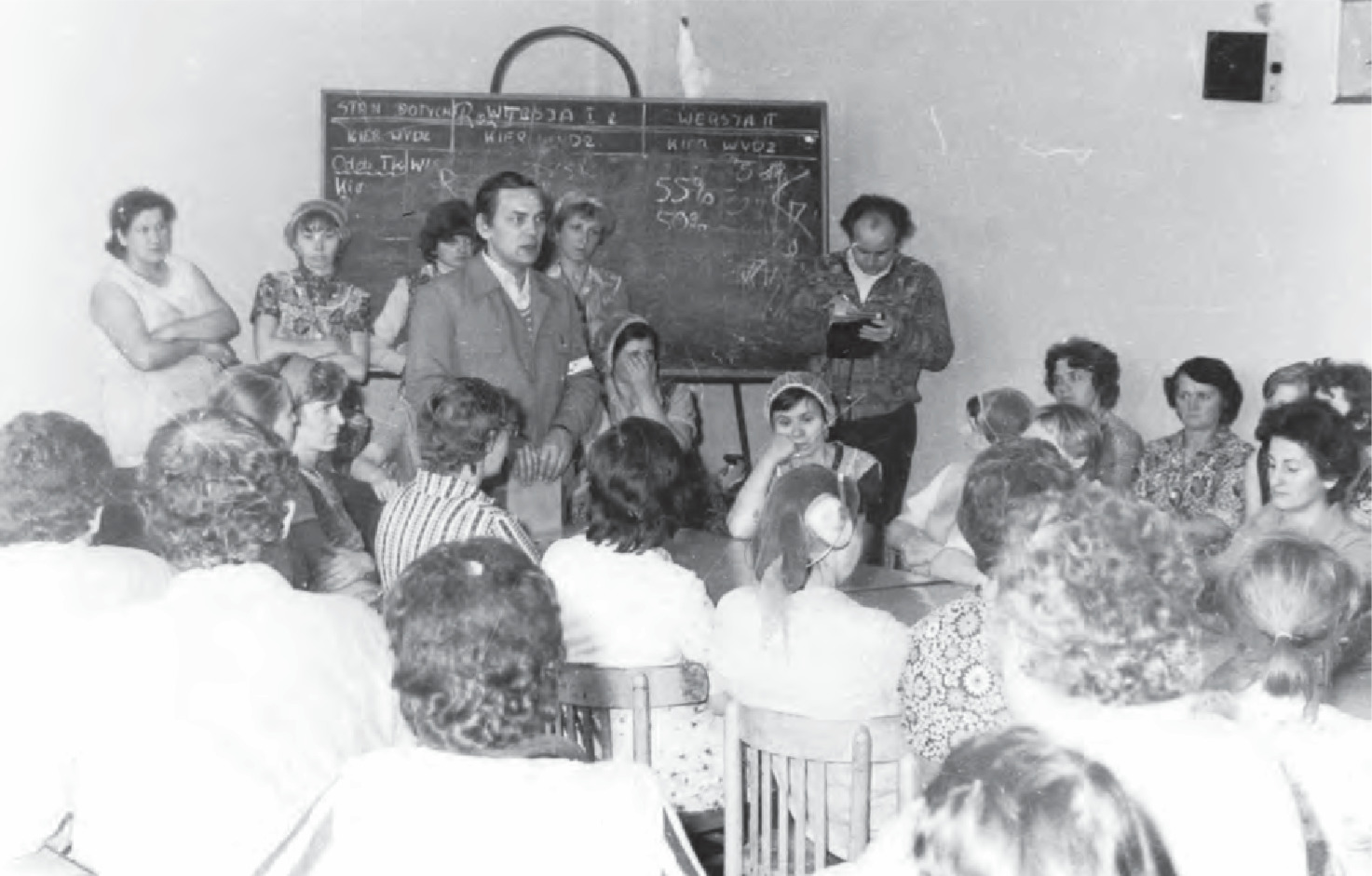
Włodzimierz Pucek przemawia do tkaczek podczas strajku we „Frotexie”

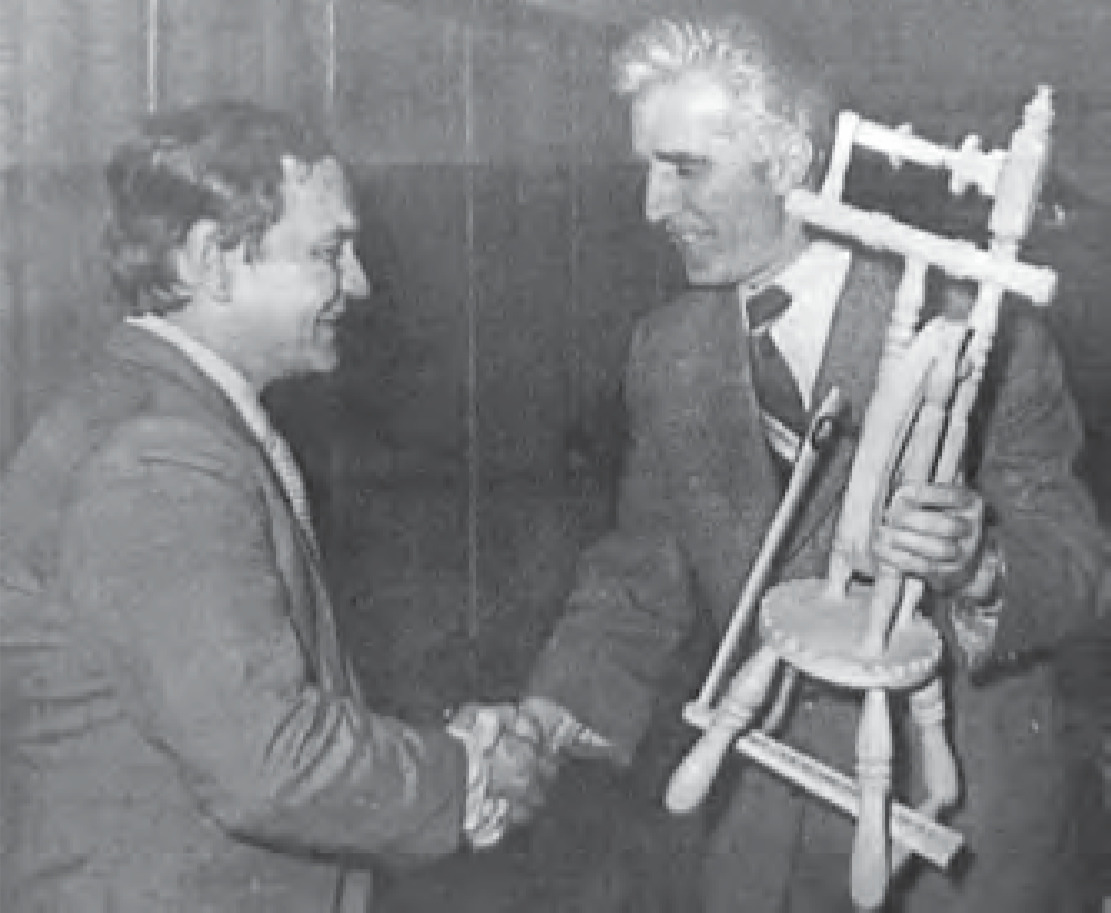
Włodzimierz Pucek otrzymuje z rąk dyrektora ZPB „Frotex” Bolesława Pohla nagrodę Pracownika Roku 1980

Włodzimierz Pucek (ur. 16 lutego 1946 w Koźlu, zm. 20 lutego 2000 w Prudniku) – działacz opozycji demokratycznej w PRL, radny Sejmiku Województwa Opolskiego z ramienia AWS, członek rady nadzorczej Opolskiej Kasy Chorych.

## Życiorys
Był absolwentem Technikum Kolejowego w Gliwicach. 8 listopada 1963 zaczął pracę w Zakładach Przemysłu Bawełnianego „Frotex” jako stolarz. Po wybuchu strajku we „Frotexie” 6 września 1980 został przewodniczącym komitetu strajkowego. W listopadzie 1980 został wiceprzewodniczącym Międzyzakładowego Komitetu Założycielskiego NSZZ „Solidarność” Ziemi Prudnickiej. Następnie został przewodniczącym Komisji Zakładowej NSZZ „S” ZPB „Frotex”. W kwietniu 1981 demonstracyjnie zrezygnował z członkostwa w PZPR, krytycznie oceniając porozumienie pomiędzy władzami związku i władzami partyjnymi z 30 marca 1981. W okresie stanu wojennego był internowany w Ośrodku odosobnienia w Opolu, Nysie i Grodkowie. W grudniu 1983 był inicjatorem przypomnienia działalności NSZZ „Solidarność”, przy okazji poświęcenia sztandaru zakładowego koła honorowych dawców krwi w ZPB „Frotex”.

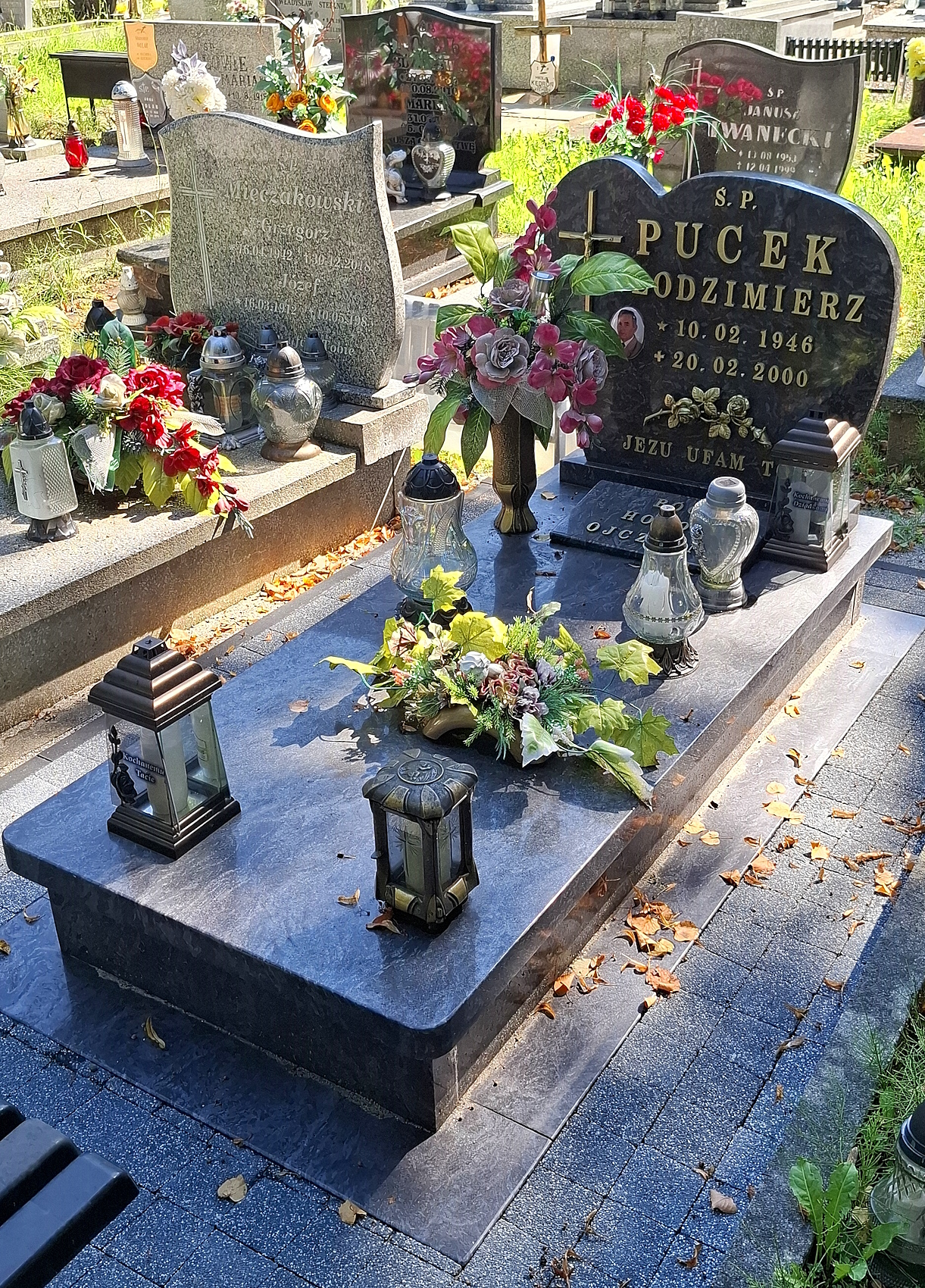
Grób Włodzimierza Pucka w Prudniku

Zmarł 20 lutego 2000 roku na zawał mięśnia sercowego. Został pochowany na cmentarzu komunalnym w Prudniku.

## Odznaczenia
- Srebrny Krzyż Zasługi (2000)[7]
- Złoty Krzyż Zasługi (2004)[8]